# خلية متغصنة بلازمية
الخلايا المتغصنة البلازمية هي نمط نادر من الخلايا المناعية، تُعرف بإفراز كميات كبيرة من الإنترفيرون نوع 1 استجابةً للعدوى الفيروسية. تنتشر في الدم وتوجد في الأعضاء اللمفية المحيطية. تتطور من الخلايا الجذعية المكونة للدم في نخاع العظام وتشكل نسبة تقل عن 0.4% من خلايا الدم المحيطي وحيدة النوى. بخلاف الآليات المضادة للفيروسات، تلعب الخلايا المتغصنة البلازمية دورًا أساسيًا في ربط جهازي المناعة الفطرية والتكيفية. مع ذلك، تعد الخلايا المتغصنة البلازمية مسؤولة أيضًا عن الإصابة ببعض الأمراض المناعية الذاتية وتفاقمها مثل الذئبة الحمامية الشاملة. تسبب الخلايا المتغصنة البلازمية التي تخضع لتحول خبيث اضطراب دموي نادر يسمى لمفوما الخلايا القاتلة الطبيعية الأرومية.

## لمفوما الخلايا القاتلة الطبيعية الأرومية
لمفوما الخلايا القاتلة الطبيعية الأرومية هي نوع نادر من سرطان النسيج النخاعي، إذ تجتاح الخلايا المتغصنة البلازمية الخبيثة الجلد ونخاع العظام والجهاز العصبي المركزي والأنسجة الأخرى. عادةً ما يتظاهر المرض بآفات جلدية (مثل العقيدات والأورام والحطاطات والبقع التي تشبه الكدمات و/أو التقرحات) غالبًا ما تصيب الرأس والوجه والجذع العلوي. قد تكون هذه الأعراض مترافقة مع اجتياح الخلايا المتغصنة البلازمية إلى الأنسجة الأخرى ما يؤدي إلى تضخم الغدد اللمفاوية وتضخم الكبد وتضخم الطحال وخلل في الجهاز العصبي المركزي وتشوهات مماثلة في الثديين و/أو العينين والكليتين والرئتين والجهاز الهضمي والعظام والجيوب الأنفية والأذنين والخصيتين. قد يتظاهر المرض أيضًا بابيضاض الدم بالخلايا المتغصنة البلازمية، ما يعني زيادة مستويات الخلايا المتغصنة البلازمية الخبيثة في الدم (أكثر من 2% من الخلايا المنواة) ونخاع العظام بالإضافة إلى دليل (مثل قلة الكريات) على فشل النخاع العظمي. تتميز لمفوما الخلايا القاتلة الطبيعية الأرومية بمعدل عالٍ من الانتكاس بعد نظم العلاج الكيميائي الأولية المختلفة. نتيجةً لذلك، المآل العام للمرض سيئ وتوجد نظم علاج كيميائي جديدة وأدوية غير كيميائية جديدة قيد الدراسة لتحسين الوضع.

## دورها في المناعة الذاتية والأمراض

### الصدفية
في المرضى الذين يعانون من الصدفية، عادةً ما تظهر آفات جلدية في أماكن تراكم الخلايا المتغصنة البلازمية. يؤدي تثبيط إفراز الخلايا المتغصنة البلازمية للإنترفيرون إلى تراجع ظهور الآفات الجلدية. عندما يتحرر الدنا بعد استماتة خلية العائل المصابة، يتم إنتاج أجسام مضادة لدنا العائل نفسه. تعمل هذه الأجسام المضادة لدنا العائل على تحفيز الخلايا المتغصنة البلازمية التي تشرع في إفراز الإنترفيرون، ما يعزز نشاط المناعة التكيفية.

### الذئبة الحمامية الشاملة
رغم أن قدرة الخلايا المتغصنة البلازمية على إنتاج كميات كبيرة من الإنترفيرون نوع 1 قد تكون فعالة في استهداف عدوى فيروسية، قد تؤدي أيضًا إلى تطور الذئبة الحمامية الجهازية إذا لم تخضع للتنظيم المناسب. يرتبط إنتاج الإنترفيرون نوع 1 ارتباطًا وثيقًا بتطور مرض الذئبة الحمامية الشاملة، ويُعتقد أنه يؤدي إلى فرط نضج الخلايا المتغصنة البلازمية وتنشيط الخلايا البائية، وغيرها من التأثيرات الأخرى. لدى مرضى الذئبة، تنخفض مستويات الخلايا المتغصنة البلازمية في الدوران، إذ تهاجر معظم الخلايا المتغصنة البلازمية نحو الأنسجة الملتهبة والمصابة. 

### فيروس العوز المناعي البشري
يؤدي فرط إنتاج الإنترفيرون نوع 1 إلى نتائج إيجابية وسلبية على الاستجابة لفيروس العوز المناعي البشري. رغم فعالية الإنترفيرون نوع 1 في تسهيل نضج الخلايا المتغصنة البلازمية وفي قتل الخلايا التائية المصابة، قد يؤدي فرط إزالة الخلايا التائية المصابة إلى آثار ضائرة وإضعاف جهاز المناعة لدى المريض. يمكن أن تصاب الخلايا المتغصنة البلازمية نفسها بفيروس العوز المناعي البشري ولكنها أيضًا قادرة على استشعار الواسمات الفيروسية مثل الرنا أحادي السلسلة وتضعف قدرتها على إنتاج الإنترفيرون. مع ذلك، يبدو أنه في فيروس العوز المناعي البشري، لا تفقد الخلايا المتغصنة البلازمية قدرتها على إفراز الإنترفيرون فحسب، بل تموت أيضًا، ما يسرع من ترقي المرض. أدى نقصان العمر الوظيفي للخلايا المتغصنة البلازمية غير المصابة إلى انخفاض أعداد خلايا تي المساعدة، الأمر الذي يضعف الدفاعات المناعية للمريض أمام فيروس العوز المناعي البشري. لهذه الأسباب، يعد الحفاظ على اتزان وتنظيم نشاط الخلايا المتغصنة البلازمية أمرًا بالغ الأهمية للحصول على مآل أكثر إيجابية لدى مرضى فيروس العوز المناعي البشري.

### مرض فيروس كورونا (كوفيد -19)
يرتبط انخفاض عدد الخلايا المتغصنة البلازمية مع تقدم العمر بزيادة حدة الإصابة بكوفيد-19، قد يُعزى ذلك إلى أن هذه الخلايا تعتبر من المنتجات الهامة للإنترفيرون.